# Jiří Berousek
Jiří Berousek (* 10. ledna 1948) je bývalý český fotbalový brankář a trenér. Později byl v Opavě asistentem trenéra a trenérem brankářů. Působil také v představenstvu klubu. Žije v Opavě-Kylešovicích.

## Hráčská kariéra
Chytal za opavský Ostroj, nejvýše s ním působil ve 2. nejvyšší soutěži.

### Ligová bilance
| Ročník                       | Zápasy | Góly | Minuty | Klub            |
| ---------------------------- | ------ | ---- | ------ | --------------- |
| III. liga 1975/76            | –      | 0    | –      | TJ Ostroj Opava |
| III. liga 1976/77            | –      | 0    | –      | TJ Ostroj Opava |
| II. liga 1977/78             | –      | 0    | –      | TJ Ostroj Opava |
| II. liga 1978/79             | –      | 0    | –      | TJ Ostroj Opava |
| II. liga 1979/80             | –      | 0    | –      | TJ Ostroj Opava |
| CELKEM II. LIGA (1977–1980)  | –      | 0    | –      |                 |
| CELKEM III. LIGA (1975–1977) | –      | 0    | –      |                 |

## Trenérská kariéra
V Opavě působil jako asistent trenéra Petra Žemlíka (1994–1997), Jiřího Bartla (1998/99, 1.–30. kolo; 2010/11, 8.–30. kolo), Miroslava Mentela (2001/02, 10.–30. kolo), Tomáše Matějčka (podzim 2003, 1.–11. kolo), Svatopluka Schäfera ml. (podzim 2003, 12.–16. kolo) a Jaroslava Gürtlera (podzim 2010, 5.–7. kolo).
- 1994/95 (2. liga) – FC Kaučuk Opava
- 1995/96 (1. liga) – FC Kaučuk Opava
- 1996/97 (1. liga) – FC Kaučuk Opava
- 1998/99 (1. liga) – SFC Opava
- 2001/02 (1. liga) – SFC Opava
- 2003/04 (1. liga) – SFC Opava
- 2010/11 (2. liga) – SFC Opava